# Ligularia chalybea
Ligularia chalybea là một loài thực vật có hoa trong họ Cúc. Loài này được S.W.Liu mô tả khoa học đầu tiên năm 1985.